# Johannes Amsinck (Kaufmann)

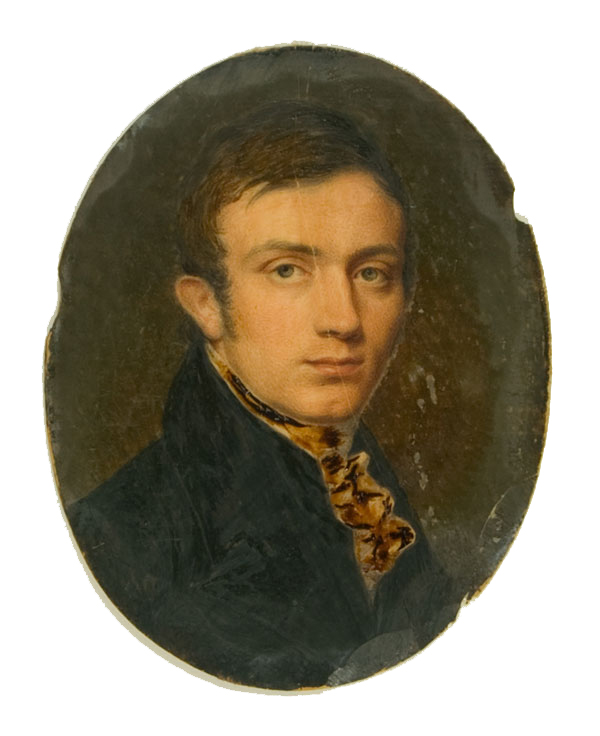
Johannes Amsinck

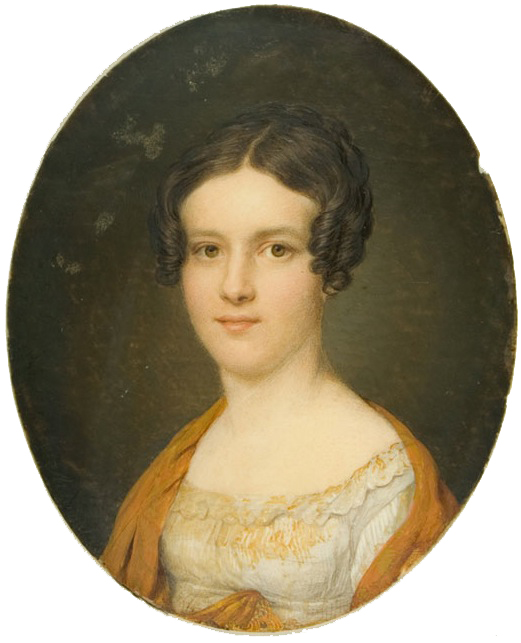
Emilie Amsinck geb. Gossler

Johannes Amsinck (* 23. März 1792 in Hamburg; † 8. September 1879 ebenda) war ein deutscher Kaufmann, Unternehmer und Mäzen.

## Leben
Amsinck war der älteste Sohn des Hamburger Bürgermeisters Wilhelm Amsinck (1752–1831) und stammte aus einer seit dem 16. Jahrhundert in der Stadt ansässigen Hanseatenfamilie. 1815 wurde er zunächst Teilhaber, 1837 Alleininhaber der von seinem Großvater mütterlicherseits gegründeten Firma Johannes Schuback & Söhne, die vor allem auf den Handel mit Südamerika spezialisiert war. Aus diesem Grunde war Amsinck auch maßgeblich an der Gründung der Reedereien HAPAG und Hamburg Süd beteiligt.
Wie seinerzeit üblich hatte Amsinck mehrere Ehrenämter inne. So gehörte er nach dem Hamburger Brand 1842 der Deputation zum Wiederaufbau der Stadt an, 1848 wurde er Mitglied der Deputation zur Ausarbeitung einer neuen Verfassung – beide übrigens unter der Leitung seines jüngeren Bruders Wilhelm (1793–1874). 1836/37 und 1840/41 übernahm er jeweils für ein Jahr die Verwaltung der Niederländischen Armen-Casse, die einst von seinem aus Holland eingewanderten Vorfahren Willem Amsinck gegründet worden war. 
Johannes Amsinck besaß eine bedeutende Gemäldesammlung niederländischer Künstler, die er der Hamburger Kunsthalle vermachte. Dem im Zweiten Weltkrieg zerstörten Naturhistorischen Museum seiner Heimatstadt überließ er zudem eine Käfersammlung.

## Nachkommen
Mit seiner Ehefrau Emilie geb. Goßler, Tochter des Bankiers Johann Heinrich Gossler, hatte Amsinck 12 Kinder. Seine Söhne Wilhelm und Heinrich übernahmen später das väterliche Unternehmen, während Erdwin und Gustav in New York eine eigene Firma (L. E. Amsinck & Co.) gründeten. Martin Garlieb Amsinck wurde Schiffbauer und Reeder, ein weiterer Sohn Arzt, während die Töchter in angesehene Familien (z. B. Lattmann, Merck, Sieveking) einheirateten.